# Аргентино-венесуэльские отношения
Аргентино-венесуэльские отношения — двусторонние дипломатические отношения между Аргентиной и Венесуэлой. Страны являются членами Сообщества стран Латинской Америки и Карибского бассейна, «Группа 77», Латиноамериканской ассоциации интеграции, Ассоциации академий испанского языка, Организации американских государств, Организации иберо-американских государств и Организации Объединённых Наций.

## История
В 2008 году объём товарооборота между государствами составил сумму 1,4 млрд долларов США.
11 августа 2009 года президент Венесуэлы Уго Чавес встретился с президентом Аргентины Кристиной Фернандес де Киршнер в Каракасе. Она заявила, что двусторонняя встреча была направлена на углубление интеграции. Два президента подписали соглашения, согласно которым Венесуэла должна была начать импортировать кожу, машинное оборудование и птицу из Аргентины, в то время как соглашение об импорте риса было названо президентом Аргентины как крупнейшее в истории страны. Сообщалось, что сумма сделок составила сумму 1,1 млрд долларов США. Встреча совпала с визитами в Венесуэлу десятков аргентинских бизнесменов.
В феврале 2024 года венесуэльский Boeing 747, принадлежащий дочерней компании Conviasa Emtrasur, был задержан в Международном аэропорту имени Министра Пистарини в Буэнос-Айресе и доставлен в Майами, что вызвало дипломатический кризис между странами.
В марте 2024 года Аргентина объявила о принятых дипломатических мерах против Венесуэлы после того, как президент Николас Мадуро запретил самолетам с аргентинской лицензией доступ к воздушному пространству Венесуэлы на фоне ухудшающихся отношений между двумя государствами.
29 июля 2024 года Венесуэла объявила о разрыве дипломатических аргентино-венесуэльских отношений из-за критической позиции правительства Аргентины в отношении сообщений о фальсификациях, предположительно имевших место на президентских выборах в Венесуэле. 2 августа 2024 года Аргентина признала Эдмундо Гонсалеса в качестве избранного президента Венесуэлы.

## Миграция
В 1970-х и 1980-х годах значительное число аргентинцев мигрировало в Венесуэлу, спасаясь от военной диктатуры Процесса национальной реорганизации и экономических проблем страны. Многие из них позже вернулись в Аргентину после начала венесуэльского политического кризиса.
В результате венесуэльского кризиса миллионы венесуэльцев покинули свою страну, и многие из них поселились в Аргентине. По состоянию на 2021 год в Аргентине проживало 179 203 венесуэльца, большинство из которых мигрировали во второй половине 2010-х годов. По состоянию на 2018 год венесуэльцы были четвертой по величине общиной экспатов в Аргентине после парагвайцев, боливийцев и чилийцев. По данным Международной организации по миграции, Аргентина выдала 170 223 вида на жительство гражданам Венесуэлы с 2018 по 2020 год, что почти в два раза больше, чем гражданам Парагвая. Этот факт делает венесуэльцев самой быстрорастущей общиной экспатов в Аргентине.